# Hòn Tre (xã)
Hòn Tre là một xã đảo thuộc huyện Kiên Hải, tỉnh Kiên Giang, Việt Nam.

## Địa lý
Đảo Hòn Tre có tọa độ địa lý 104°25' đến 104°40' kinh độ đông và 9°37' đến 9°58' độ vĩ bắc, cách thành phố Rạch Giá về phía tây 30 km.
Xã Hòn Tre có diện tích 4,82 km², dân số năm 2020 là 3.877 người, mật độ dân số đạt 804 người/km².

### Địa hình
Hòn Tre có tổng diện tích tự nhiên 428,59 ha, địa hình dốc, chủ yếu là đồi núi, độ cao trung bình trên 30 m. Trên đảo có hai ngọn núi: ngọn cao phía nam và ngọn thấp phía bắc. Hai ngọn núi này tạo cho đảo có hình dáng giống như một con rùa nổi giữa biển nên người dân còn gọi khu vực này là Đảo Rùa.
Bờ biển quanh đảo có hình dáng uốn lượn, cao thấp khá phức tạp, tuy vậy cũng có những khu vực tương đối bằng phẳng với bãi đá tự nhiên trải dài, phù hợp cho tổ chức du lịch, dã ngoại như Bãi Chén, Động Dừa, Bãi Dứa.

### Khí hậu
Khí hậu vùng đảo mang tính chất nhiệt đới gió mùa, có hai mùa rõ rệt:
- Mùa mưa từ tháng 5 đến tháng 11 hằng năm
- Mùa nắng từ tháng 12 đến tháng 4 hằng năm.

### Tài nguyên thiên nhiên

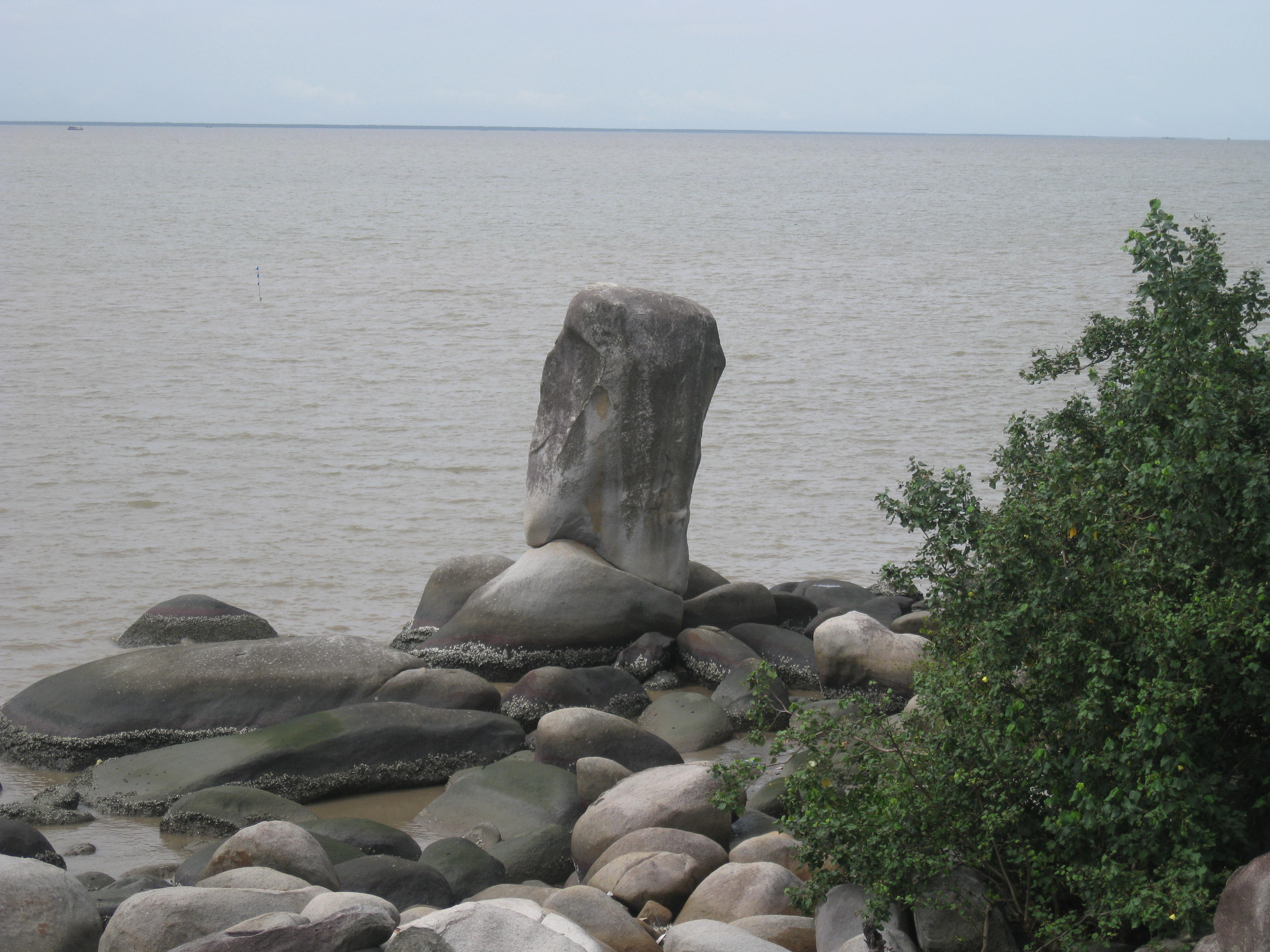
Một góc Bãi Chén

### Tài nguyên đất
Hòn Tre có tổng diện tích đất tự nhiên là 428,59 ha; trong đó đất nông nghiệp chiếm 396,69 ha, tương đối màu mỡ; diện tích rừng cũng chiếm tỉ lệ khá lớn.

### Tài nguyên biển
Biển là nguồn sống của người dân tại đây. Vị trí của hòn Tre có một khu hệ tôm cá phong phú và đa dạng, với các loại tôm cá nổi tiếng như: tôm tích, ghẹ cu li, cá mú sao, cá ngát, hàu, cá bống biển, cá đối, cá mang ếch.
Trên đảo có những bãi đá trải dài tạo thành cảnh quan thiên nhiên khá hoang sơ như Bãi Chén, Động Dừa, Bãi Dứa (Đuôi Hà Bá), Hòn Đá Bà Già,...
Bãi Chén nằm ở phía tây bắc của đảo, có chiều dài 2 km, có rất nhiều tảng đá to nhìn như những chiếc chén (bát) úp nên có tên là Bãi Chén. Đây được coi là bãi đẹp nhất của hòn Tre, cảnh vật còn giữ được những nét hoang sơ, có nhiều cây xanh tạo bóng mát. Tại đây du khách có thể thưởng thức các đặc sản biển và ngắm cảnh thiên nhiên.
Động Dừa là một vịnh nhỏ với rất nhiều dừa mọc ven biển, có làng chài nên ghe thường ghé về để lấy lương thực, nước ngọt và nghỉ ngơi sau những chuyến đi biển xa. Tại đây có một bãi biển đẹp với nhiều ghềnh đá nhấp nhô.
Đuôi Hà Bá (Bãi Dứa – nơi có nhiều cây dứa gai) có nhiều cây cổ thụ lớn, du khách ngắm cảnh thiên nhiên, và có thể lặn xuống biển cạy hào bám ở ghềnh đá để thưởng thức.

### Dân số
Toàn xã đảo có tổng dân số là 4.350 người trong 823 hộ gia đình. Tỉ lệ tăng dân số là 1,35%/năm.

## Hành chính
Xã Hòn Tre được chia thành 3 ấp: 1, 2, 3.

## Kinh tế - xã hội
Ngư nghiệp là thế mạnh của xã đảo, tuy nhiên trong những năm tiếp theo sẽ thay đổi dần sang hướng nuôi trồng thủy hải sản do lượng cá tôm đang dần cạn kiệt và mất kiểm soát ngư trường. Ngoài ra du lịch sinh thái biển, leo núi cắm trại sẽ là thế mạnh hàng đầu.
Diện tích đất cho nông nghiệp chủ yếu để trồng tiêu và các loại cây ăn quả như: xoài, nhãn, mít, thanh long; sản lượng chủ yếu để phục vụ nhau cầu ngư dân trên đảo.
Điện lưới: Điện lưới quốc gia.
Nước sinh hoạt: Hiện có một trạm cấp nước công suất 10.800 m³/năm, tuy nhiên vào mùa khô vẫn còn thiếu nước sính hoạt. Ngoài ra người dân còn lấy nước từ suối về để phục vụ nhu cầu sinh hoạt.

### Giáo dục
Toàn xã có 1 trường mẫu giáo, 1 trường tiểu học và 1 trường Trung học cơ sở và Trung học phổ thông.

### Y tế
Đảo hiện có một bệnh viện với 15 y, bác sĩ với tổng số 15 giường bệnh.

## Giao thông
Đảo hiện có một đường chính chạy quanh đảo với chiều dài 11 km. Các tuyến đường nội bộ chủ yếu là đường bê tông xi măng và đường cấp phối. Giao thông từ đảo vào đất liền và các đảo khác là dùng tàu, thuyền; từ đây vào Rạch Giá mất khoảng 50 phút đi tàu cao tốc.